# Thalictrum hazaricum
Thalictrum hazaricum är en ranunkelväxtart som beskrevs av R.A. Qureshi och M.N. Chaudhri. Thalictrum hazaricum ingår i släktet rutor, och familjen ranunkelväxter. Inga underarter finns listade i Catalogue of Life.